# 동지현
동지현은 대한민국의 쇼핑 호스트이다. 2000년 CJ 오쇼핑에 입사했으며, GS SHOP에서 활동했고, 친정으로 돌아와 CJ 오쇼핑에서 활동중이고, 2024년 5월 부터는 롯데홈쇼핑에서 활동중이다. 본관은 광천이다.

## 생애
2000년 CJ 오쇼핑에 입사했으며, 2014년 GS SHOP으로 이적하였다. 쇼핑호스트로 활동하기 전에는 대한항공 항공승무원으로 근무하였다.

## 진행 프로그램
- CJ오쇼핑 동가게 (2017~)
- 롯데홈쇼핑 동지현의 뷰티 컬렉션 (2024~)

### 이전 진행 프로그램
- GS SHOP Show me the Trend (2014~2017)
- GS SHOP 스타일나우 (2015~2017)

### 기타 방송 출연
- Story On 《이승연과 100인의 여자》
- SBS 파워 FM 《최화정의 파워타임》
- MBN 《언니들의 선택》
- TV조선 《호박씨》
- EBS 1TV 《자이언트 펭TV》
- 문화방송 《라디오스타》
- tvN 드라마 《로맨스가 필요해 3》 - 쇼핑 호스트 역

### 방송 스피치 트레이너
- SM엔터테인먼트 방송 스피치 트레이너 (2008~)
- 개그콘서트 프레젠테이션 트레이너 (2012)

### 저서
- 《런런런 RUN LEARN RUN (밸류크리에이터 동지현의 단순하고 명쾌한 성취의 법칙)》

- https://www.youtube.com/channel/UCqiZRpryH3we1KMC5a0Hrdg
- https://www.instagram.com/dongjihyun/?hl=ko